# 薛正煥
薛正煥（韓語：설정환，1985年11月5日—），韓國男演員、模特兒。薛正煥於2010年出道後，主要參演劇集的配角角色。

## 演出作品

### 電視劇
- 2012年：KBS《TV文學館－江山無盡》
- 2016年：SBS《Puck》飾演 金碩元
- 2016年：SBS《我女婿的女人》飾演 朴秀哲
- 2017年：SBS《師任堂，光的日記》飾演 金濟
- 2017年：MBC《訓長吳純南》飾演 張文浩／姜雲吉
- 2017年：SBS《我的野蠻女友》飾演 孟光秀
- 2017年：MBC《擺飯桌的男人》飾演 治療師（特別出演）
- 2018年：JTBC《加油吧威基基》飾演 李允碩（特別出演）
- 2018年：MBC《入贅丈夫吳作鬥》飾演 韓勝泰
- 2019年：MBC《異夢》飾演 Maru
- 2019年：JTBC《風在吹》飾演 金智勳（特別出演）
- 2019年：MBC《Welcome 2 Life》飾演 鄭敏秀
- 2019年：KBS《愛情是Beautiful，人生是Wonderful》飾演 薛正煥（特別出演）
- 2019年：KBS《只走花路吧》飾演 奉天東
- 2020年：KBS《Drama Special－留在那裏的丁香花》飾演 姜延宇
- 2021年：KBS《Okay！光姐妹》飾演 許基真
- 2022年：KBS《加油，我的人生》飾演 徐在碩（特別出演）
- 2022年：TV朝鮮《紅氣球》飾演 權泰基
- 2023年：KBS《孝心的家各自為生》飾演 李孝敦

### 電影
- 2010年：《愛情對愛情Season 1》
- 2010年：《魔女》
- 2011年：《SERVO》
- 2019年：《姊姊》飾演 池哲

## 獎項
| 年份 | 頒獎典禮    | 獎項                      | 作品       | 結果 |
| 2019 | KBS演技大獎 | 日日劇部門 男子優秀演技獎 | 只走花路吧 | 獲獎 |
| 2019 | KBS演技大獎 | 最佳情侶獎（與崔允素）    | 只走花路吧 | 提名 |

## 外部連結
- 薛正煥的Instagram帳戶 
- 經紀公司官方網站 （页面存档备份，存于）